# Korafi-Hügelzug

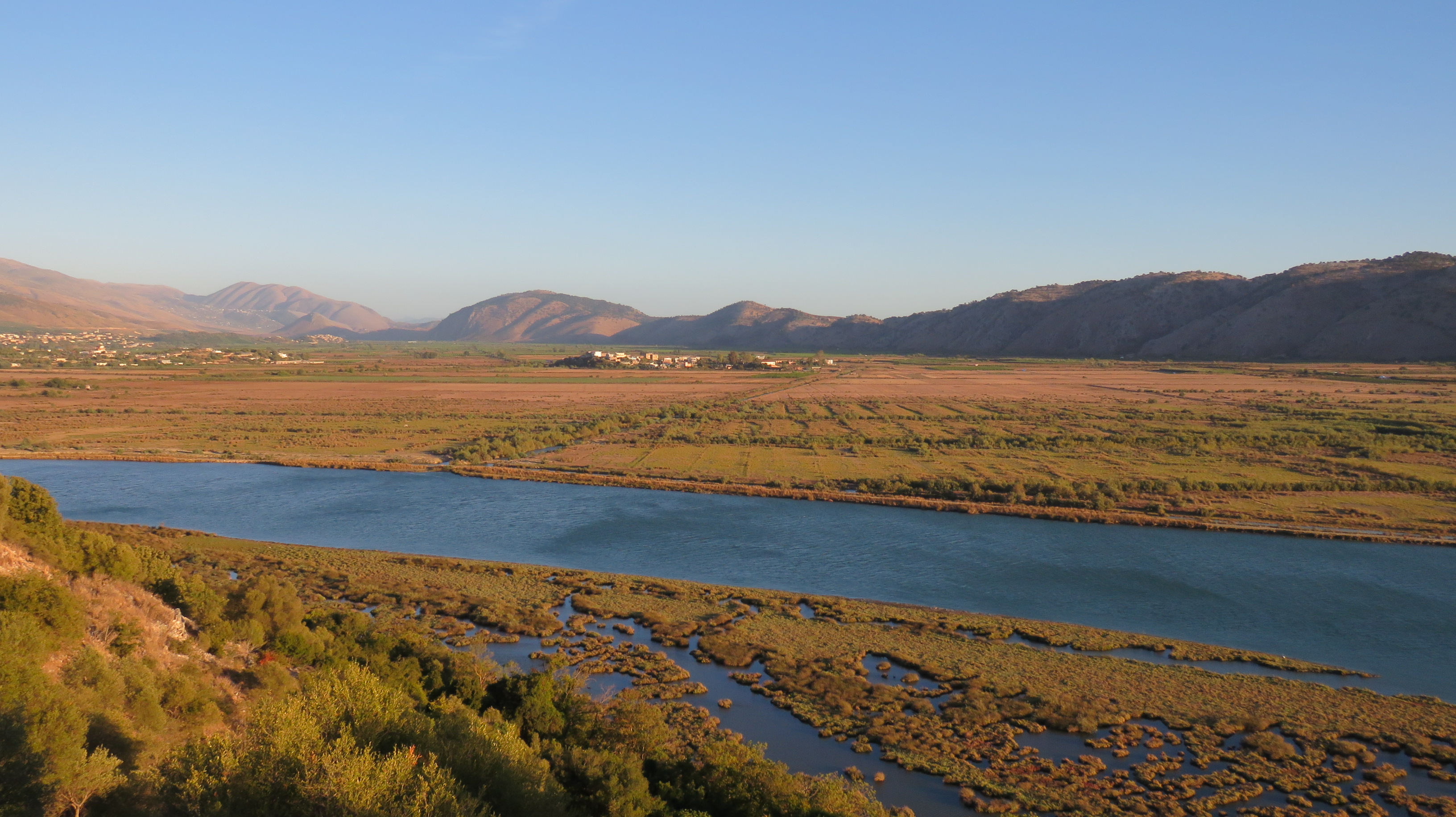
Der Korafi-Hügelzug südlich der Vrina-Ebene

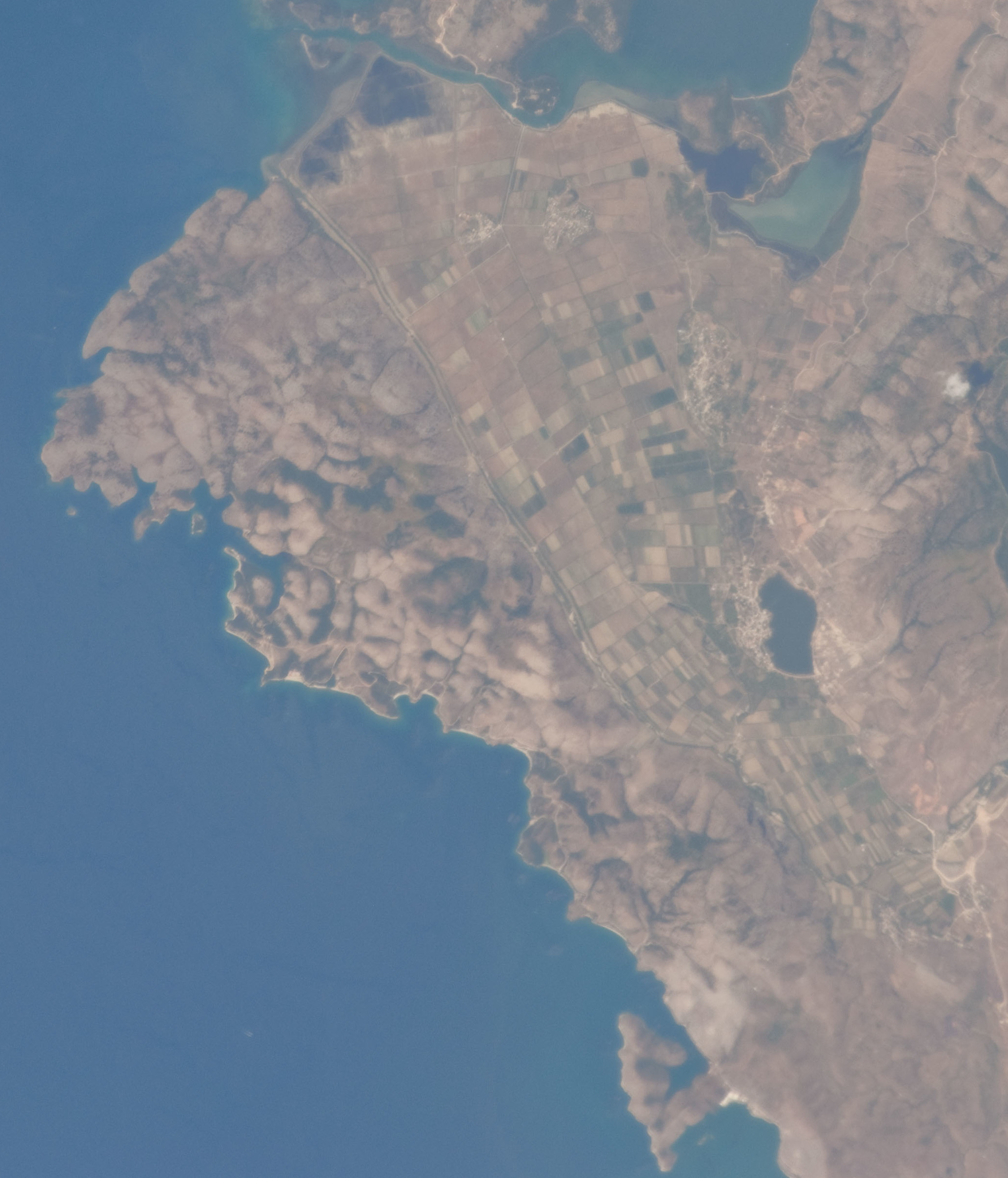
Satellitenaufnahme der Region von Kap Stillo (links) mit dem Hügelzug entlang der Küste bis kurz vor Konispol (rechts) und der nördlich anschließenden Vrina-Ebene bis zum Butrintsee

Der Korafi-Hügelzug (albanisch Kodrat  Korafi, auch Kodrat e Stilit) ist ein Hügelzug im äußersten Süden Albaniens respektive im Nordwesten von Griechenland. Der Westteil wird auch Stillo-Halbinsel genannt.

## Geographie

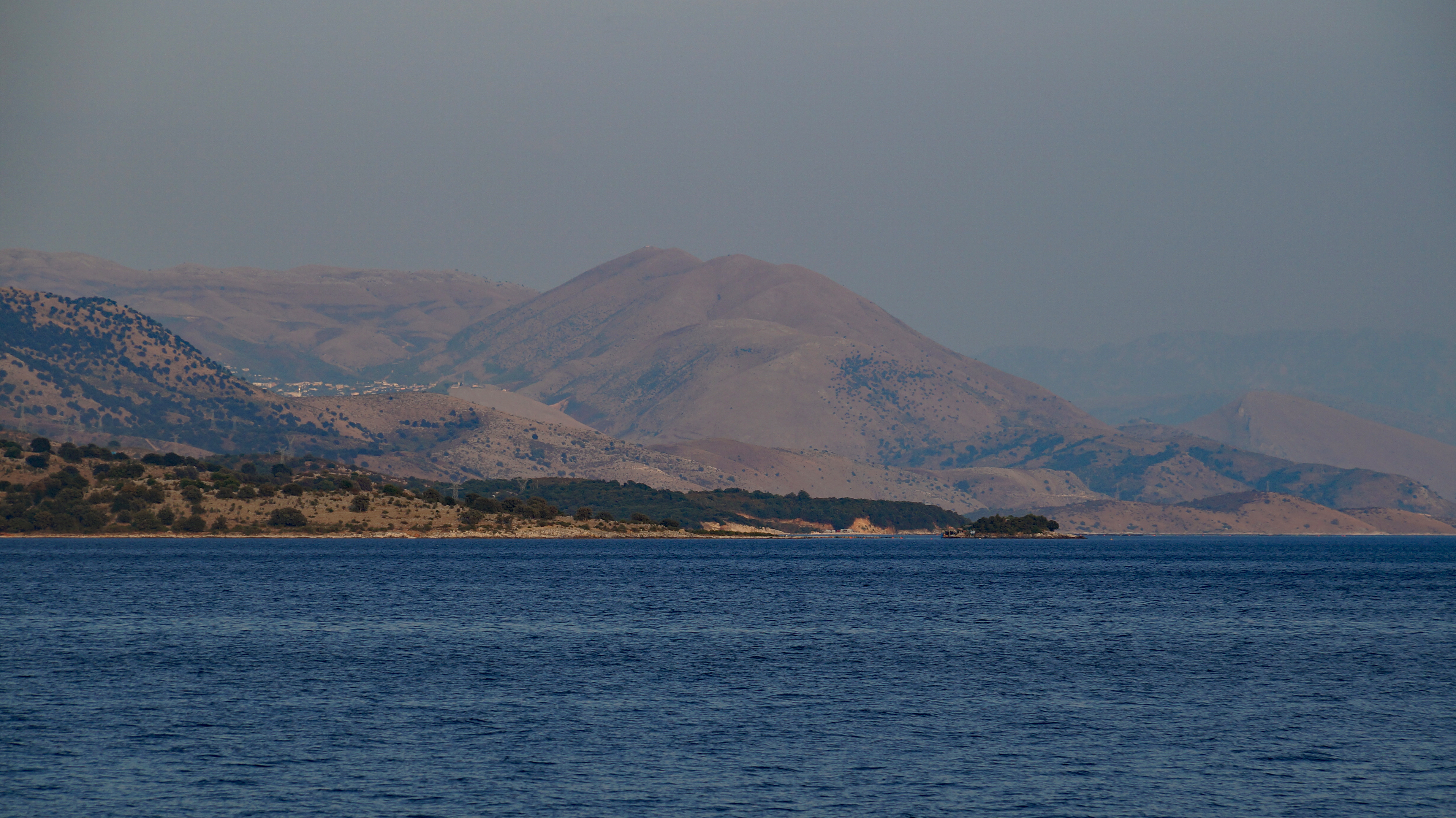
Südküste bei Kap Stillo

Der Hügelzug ist über 15 Kilometer lang und verläuft in südsüdöstlich-nordnordwestlicher Richtung zwischen der Schwemmlandebene des Flusses Pavlla (Fusha e Xarrës) im Norden und dem Ionischen Meer im Süden. Der Korafi-Hügelzug beginnt am Qafa Boti (140 m ü. A.) bei Konispol, wo er ins epirische Bergland übergeht, und endet am Kap Stillo, das – keine zehn Kilometer von Korfu entfernt, den südöstlichen Eingang in die Straße von Korfu bildet. Das erste Dorf in Griechenland etwas südöstlich des Hügelzugs ist Sagiada. Nördlich vom Westende des Hügelzugs liegt die archäologische Stätte von Butrint.
Der Hügelzug aus Kalkstein hat im Norden, wo er recht steil abfällt, einen recht gradlinigen Verlauf, nur von einigen Torrenten unterbrochen. Die Küste im Süden ist hingegen stark gegliedert und fällt weniger steil ab. Neben tief ins Landesinnere führenden Buchten finden sich hier die beiden albanischen Eilande Tongo und Stillo. Im Westen steigt der Hügelzug bis 269 m ü. A. an. Zwischen Mursia und der Bucht Kato Aetos fällt der Höhenzug in einem Einschnitt stark auf 41 m ü. A. ab, steigt dann aber zum 414 m ü. A. hohen Mali i Olivës auf. Der Einschnitt ist nebst einem Einschnitt westlich von Qafa Boti der einzige Punkt, wo der Kamm unter 100 m ü. A. fällt.
Im östlichen Bereich ändert sich der Charakter des Hügelzugs. Hier fällt er steiler nach Süden ab und ist im nördlichen Bereich unklarer strukturiert. Bei Çiflik ist ein pyramidenförmiger Hügel, die Çuka e Aitoit (273 m ü. A.), ein antiker Siedlungsort, vorgelagert.
Der Küstenabschnitt im Süden des Hügelzugs gehört abgesehen von rund drei Kilometern im West bis zur Bucht Gjiri i Fteliasit zu Griechenland. Die Grenze steigt von dort nach Osten zum Kamm auf und folgt diesem in der Folge nach Osten bis kurz vor dem Qafa Boti, wo sie etwas nach Süden abweicht. Es bildet sich ein mehrerer Kilometer langer, meist keinen Kilometer breiten Landstreifen im äußersten Nordwesten Griechenlands. 

## Natur, Nutzung und Geschichte
Der westliche albanische Teil gehört seit 2005 zum Butrint-Nationalpark und ist Tell eines Ramsar-Schutzgebiets.
Aufgrund der Nähe zu Griechenland war das Gebiet bis 1992 eine Militärzone, und der Zugang war verboten.
Der Korafi-Hügelzug ist als ehemaliges Grenzgebiet auf albanischer Seite kaum erschlossen, wird eigentlich nur von Hirten aufgesucht. Es finden sich viel Eichenwald – insbesondere wichtige Steineiche-Vorkommen – und Macchie in den Tälern. Der Westen rund um das Kap Stillo ist Heimat vieler Vögel, die felsiges Gelände schätzen, darunter Seeadler, Wanderfalken, Steinhuhn, Blaumerle, Felsenkleiber und Steinschmätzer. Der Westen ist wild und unbewohnt und beheimatet Wildschweine, Wölfe und Schakale. An den kleinen Sandstränden sollen Meeresschildkröten Eier ablegen, an Land sind Breitrandschildkröten und Griechische Landschildkröten unterwegs.
Entlang der Südküste gibt es diverse Fischzuchtbetriebe. Der griechische Abschnitt wird von einer Straße erschlossen. Hochspannungsleitungen führen entlang der griechischen Küse, die dann Unterwasser nach Korfu führen.
Am Kap Stillo finden sich prähistorische Befestigungsanlagen, die vermutlich aus der Bronzezeit stammen. Ein unvollständige rechteckige Umfassungsmauer liegt auf einem markanten Hügel. Sie umgibt ein Gelände von 1,5 Hektar, das vielleicht teilweise terrassiert war. Der einfache Bau aus Kalkstein, ursprünglich bis zu 2,3 Meter hoch, ist teilweise noch in Höhen von 0,8 bis 1,5 Metern erhalten und hat vermutlich ein Eingangstor umfasst. Die Lage bot einen guten Überblick nach Butrint und auf fast die gesamte Ostseite der Insel Korfu, was eine Kontrolle des Schiffsverkehrs im Bereich Korfu und Butrint erlaubte. Es gibt keine Gebäudereste, aber es wurde Keramik aus der Bronzezeit, der Eisenzeit, der Antike und dem Mittelalter gefunden.

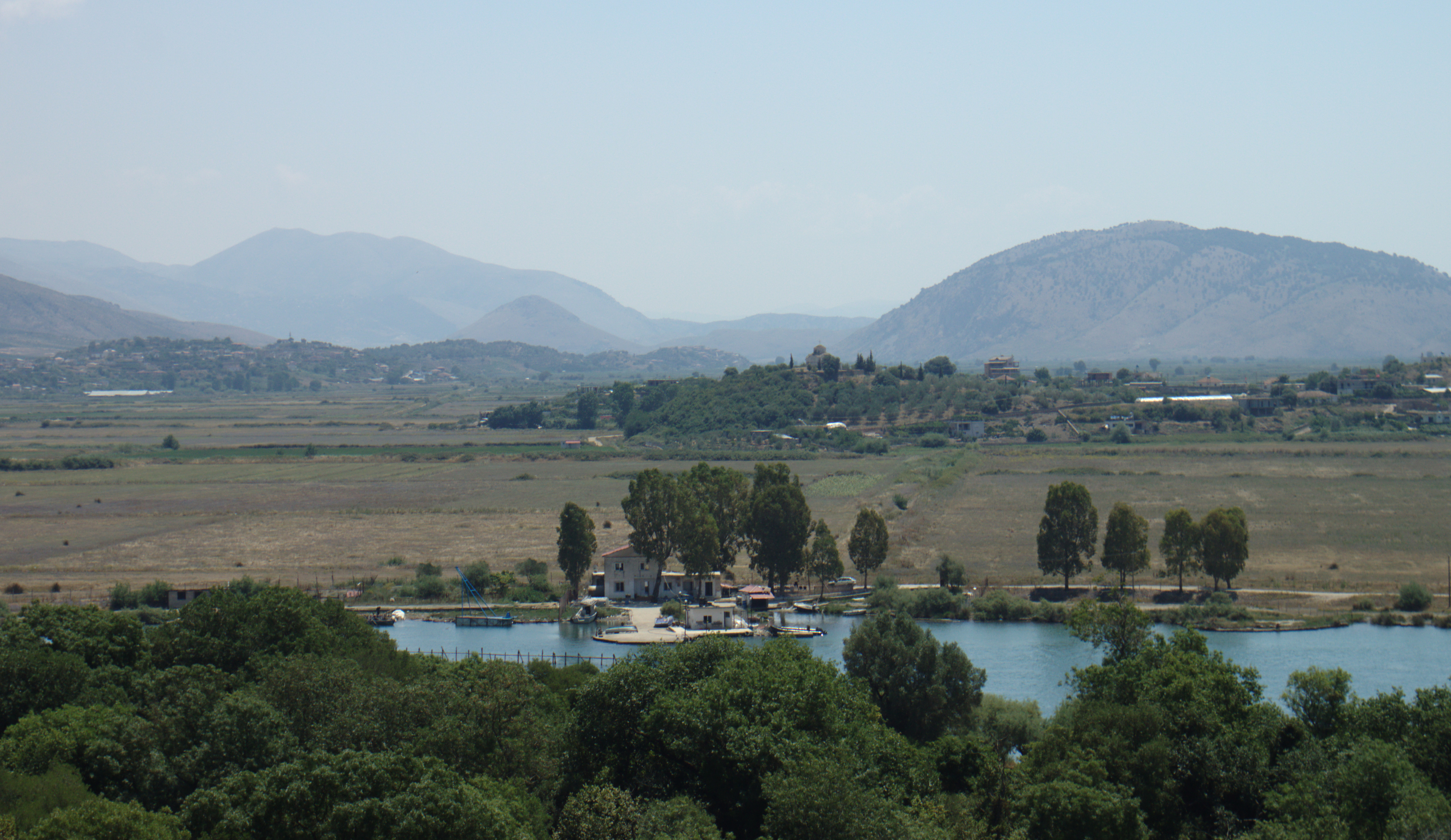
Östlicher Teil des Hügeslzugs und Berge rund um Konispol von Norden (Butrint) gesehen
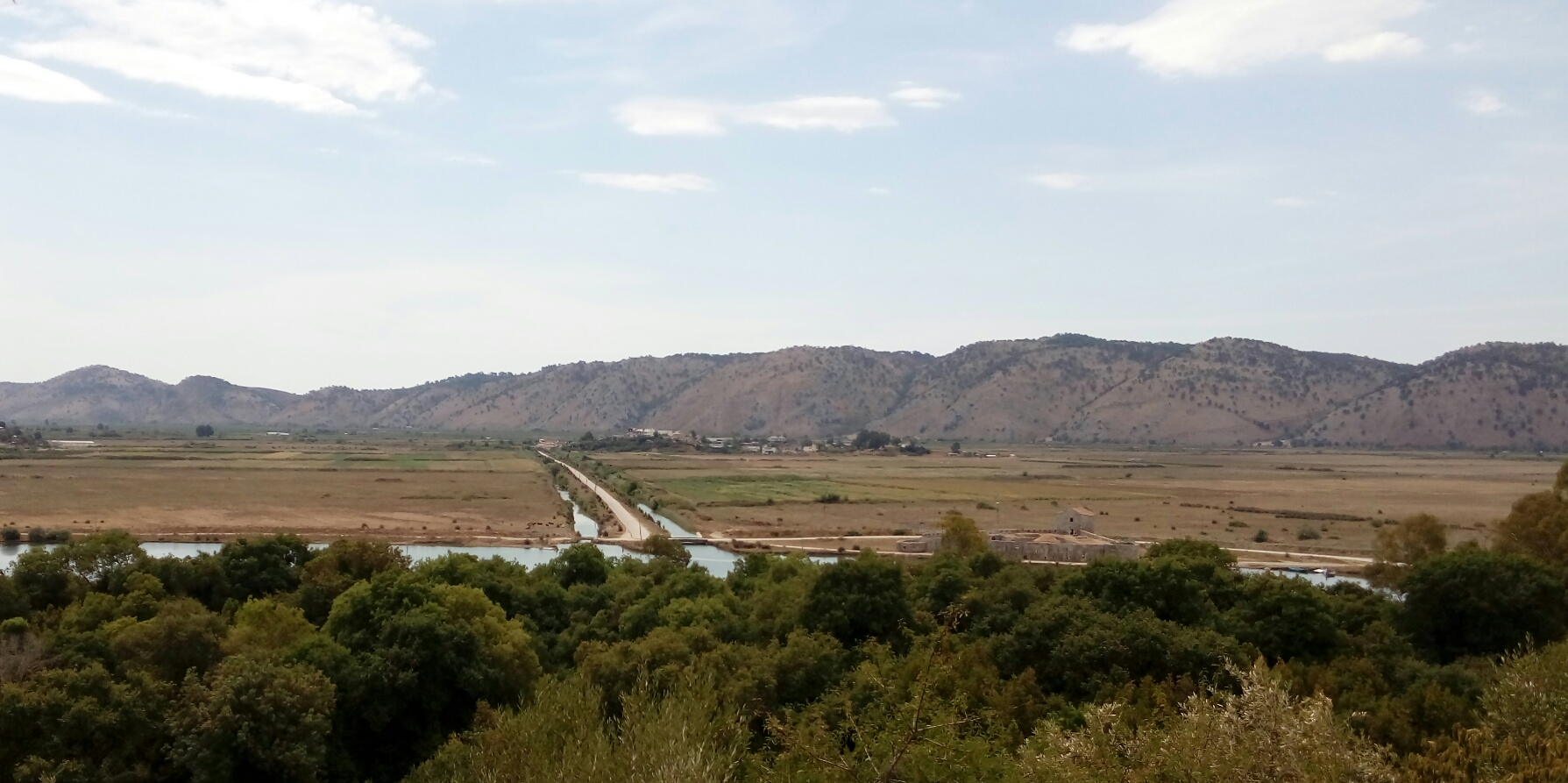
Zentraler Teil des Hügelzugs von Norden (Butrint) gesehen
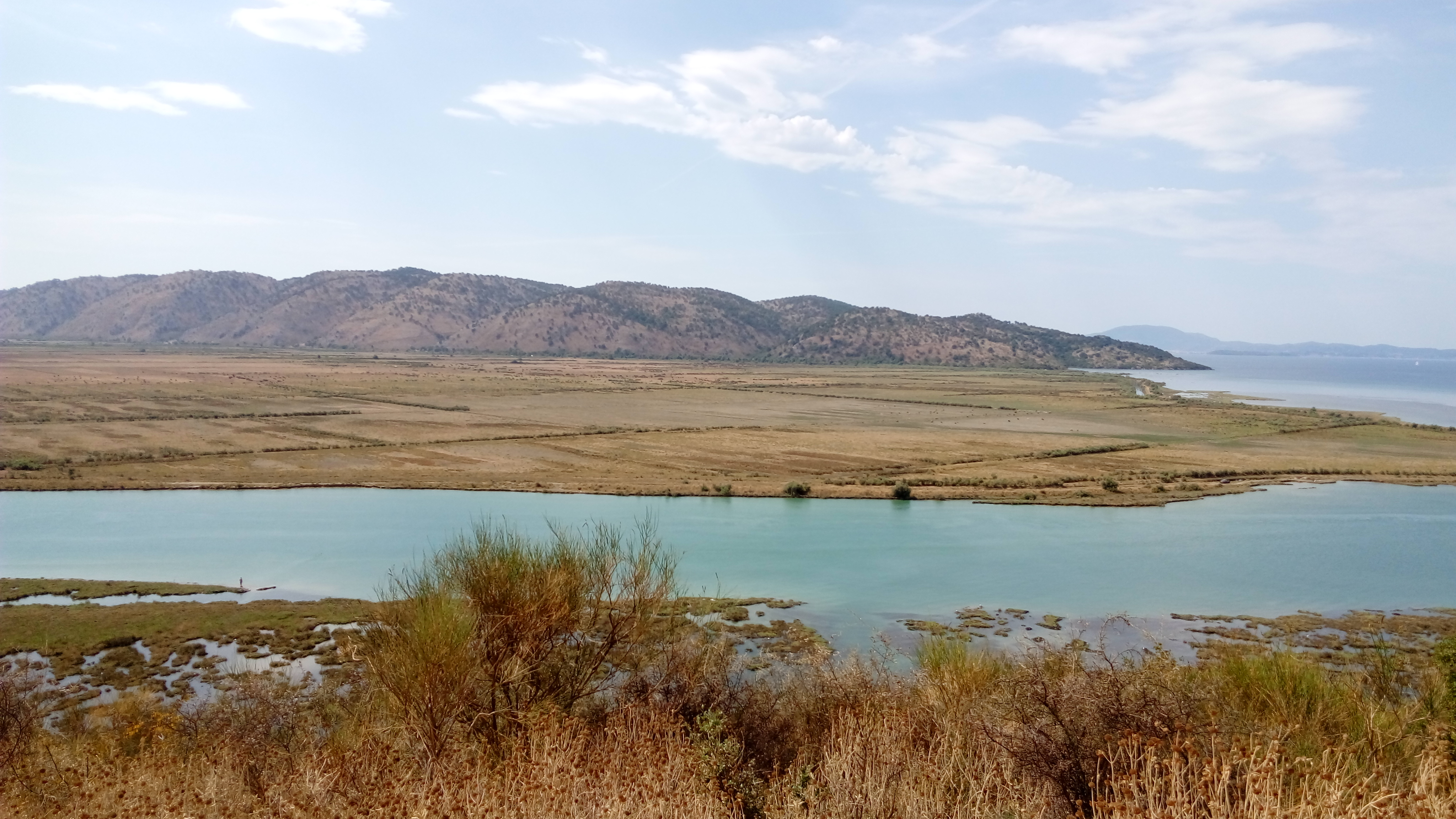
Westlicher Teil des Hügelzugs von Norden (Butrint) gesehen